# Eupatorium tenue
Eupatorium tenue là một loài thực vật có hoa trong họ Cúc. Loài này được R.E.Fr. mô tả khoa học đầu tiên năm 1906.